# Turbicellepora pourtalesi
Turbicellepora pourtalesi is een mosdiertjessoort uit de familie van de Celleporidae. De wetenschappelijke naam van de soort is voor het eerst geldig gepubliceerd in 2005 door Winston.